# Perifíton

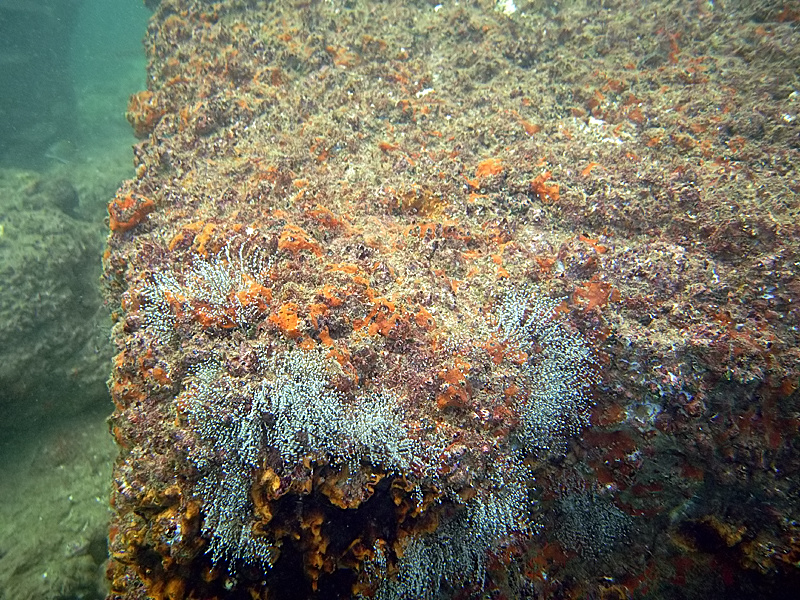
Perifíton sobre uma rocha (Museu Submarino de Alexandria, próximo do antigo Farol de Alexandria, Alexandria, Egipto).

Perifíton é a fina camada de seres vivos, ou seus detritos, que colonizam superfícies sólidas em habitats aquáticos, tanto em água doce, como no mar.
O nome desta comunidade tem origem no grego peri, "à volta", e phytos, "planta", porque foram inicialmente estudadas as associações que se acumulavam sobre as folhas submersas de macrófitas aquáticas ou de plantas terrestres vizinhas. No entanto, podem também desenvolver-se nas superfícies de rochas submersas nuas ou nas conchas e carapaças de vários animais aquáticos.
Estas associações são principalmente formadas por protistas, como as diatomáceas e outros microrganismos tradicionalmente classificados entre as algas e, por isso, são uma importante fonte de produção primária nos ecossistemas aquáticos, principalmente nas zonas costeiras e nos lagos. No entanto, não são apenas os seres autotróficos os responsáveis pela produtividade desta comunidade: os seus cadáveres tornam-se um substrato orgânico, onde se desenvolvem bactérias e protistas heterotróficos. Todo este conjunto atrai pequenos crustáceos e vermes, alguns dos quais se tornam residentes e torna-se uma fonte de alimentação para pequenos peixes ou outros organismos do nécton que vivem no mesmo ecossistema.
O estudo destas comunidades pode fornecer importantes informações sobre a produtividade de um ecossistema aquático para a aquacultura, ou sobre eventuais poluentes que afectem uma massa de água costeira ou lacustre.